# 봉헌

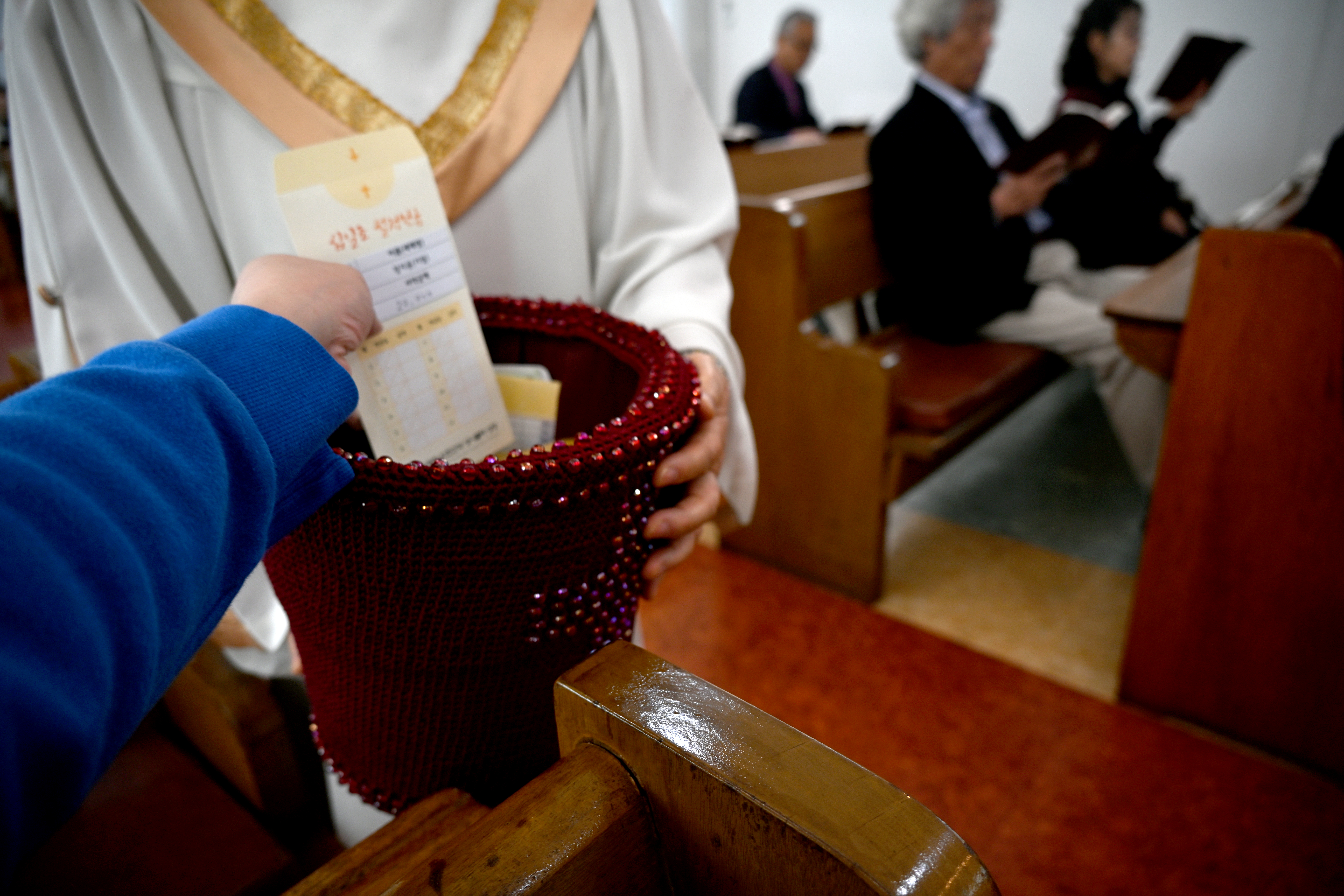
대한성공회의 헌금바구니

봉헌(奉獻)은 기독교에서 신에게 자신의 가장 귀중한 것을 바치는 것이다. 가장 귀중한 것을 귀금속이나 돈이라 여겨서 헌금(獻金)이라고도 한다.
봉헌한다는 것은 바치는 물건 뿐만 아니라, 자기 자신을 바친다는 것을 의미한다. 유대인이 쓴 문서를 모은 성경에 나오는 인물인 예수는 넉넉하게 남아돌아가는 속에서 겨우 던져 넣는 돈 많은 사람의 헌금보다는 가난한 사람이 가진 모든 것을 바친 돈을 다른 어떤 것보다 귀한 것으로 생각했다.
헌금으로 들어오는 수입은 교회를 유지하기 위한 통상헌금, 예배를 볼 때에 내는 예배헌금, 교회의 활동, 예를 들어 전도·교육사업·사회복지 등을 위한 헌금, 재해 등의 구제사업에 쓰이는 구호헌금, 질병의 완쾌·출산·결혼 등에 대한 감사헌금, 탄생일과 사망기념일의 기념헌금 등과 같은 특별헌금과 용도를 지정한 지정헌금 등이 있다.

## 역사
성경에서 봉헌은 하나님께 감사를 표하는 행위로 나타난다. 공물은 크게 농산물로 되어 있었다: 밀, 보리, 기름, 동물. 공물의 양은 소득의 10분의 1, 즉 십일조이다.

### 21세기
인터넷을 통한 봉헌은 수많은 복음주의 교회에서 일상화되어 있다.

## 같이 보기
- 십일조
- 프랑스 혁명 시기의 십일조 폐지 과정